# 福地ダム
福地ダム（ふくじダム）は、沖縄県国頭郡東村、二級河川・福地川本流に建設されたダムである。
内閣府沖縄総合事務局が管理する高さ91.7メートルのロックフィルダムで、沖縄県最大のダムである。琉球列島米国民政府のもとで計画・設計・起工され、建設途中で日本国政府へ引き継がれ1974年（昭和49年）に完成した。内閣府管理であるが特定多目的ダム法に基づく多目的ダムであり、実質的な管理は国土交通大臣が行う国土交通省直轄ダムである。1979年（昭和54年）から1983年（昭和58年）にかけてダム再開発事業が行われた。ダムによって形成された人造湖は福上湖（ふくがみこ）と呼ばれ、沖縄本島の水がめとして重要な役割を担うほか2005年（平成17年）には財団法人ダム水源地環境整備センターが選定するダム湖百選に、東村の推薦によって選ばれている。

## 歴史
沖縄本島においては第二次世界大戦後の経済成長や生活の変化に伴い水の需要が増大し水不足が慢性化していた。琉球政府は1962年（昭和37年）に将来の水需要量予測を立てたが実際には予測を越えて需要が伸びていた。人口の多い南部及び中部においては自前の水源だけで需要をまかなうことが難しくなり、新たな水源を北部に求めることになった。

### 調査・起工

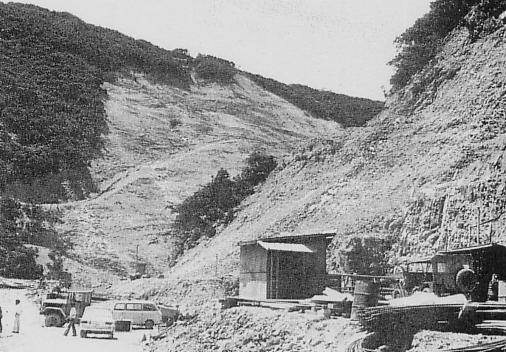
福地ダム工事現場（1970年9月）

1965年（昭和40年）9月から翌1966年（昭和41年）7月にかけてアメリカ陸軍工兵隊ニューイングランド分隊が初期調査を行い、1967年（昭和42年）4月から1969年（昭和44年）11月にかけて同工兵隊沖縄分隊と同ロサンゼルス分隊が追加調査を行った。周辺地形、地質、材料などが検討され、基本的にアメリカ合衆国の仕様で計画が作成された。1969年7月16日に第一期工事の起工式が行われアジア・アメリカ建設会社が142万5千ドルの費用で工事にあたった。翌1970年（昭和45年）5月18日には第二期工事が始まり大城組が880万ドルの費用で工事にあたった。

### 日本への継承
当初は琉球政府がダムを完成させてから日本国政府へ引き継がれる予定であったが、大雨や台風の影響などで工事が遅延したことと沖縄返還が早まったことから建設途中で引き継がれることになった。建設途中のダムが国をまたがって継承される例は珍しく、ダム建設に関する基準や慣習などの違いについて慎重な検討を行う必要があった。
1971年（昭和46年）11月18日には藤城調査団が沖縄を訪れダムの継承に関する交渉を行い、翌1972年（昭和47年）2月20日には野島調査団が訪れ建設工事に関する技術的な面での調整が行われた。同年5月15日に沖縄が返還されるとともに沖縄開発庁沖縄総合事務局が発足し正式に日本国政府に引き継がれた。堤体工事の進捗はおおむね半分程度であり、このときの堤高は45.2メートル、堤体積は839,000立方メートルであった。継承に伴う問題を最小限に抑えるために、基本的な設計は当初案のままとし日本の基準に合わない部分について追加工事を施す方針で進められた。
詳細な検討の結果、ダム本体については補強が加えられ治水対策としては上流洪水吐きが追加されることになった。これに加えて原石山採掘権の調整、水利権の確認などが行われた。また、集水域の民有地は借地となっていたが日本側の慣例に合わせて村に返還されることになった。1973年（昭和48年）3月31日の基本計画制定にあたり、ダムの目的が上水道専用から多目的ダムに変更されている。
ダムで取水された水の輸送については海岸沿いに道路とパイプラインを建設することになっていたが、山中にトンネルを掘削する方が安価であることがわかり計画が変更された。導水路の建設は沖縄県の担当となり、1973年5月16日に着工し沖縄国際海洋博覧会に間に合うように工事が進められた。久志浄水場までの導水路は111億6千万円の工費をかけて1975年（昭和50年）6月に完成した。

### 建設反対運動
ダムの建設が進むにつれて様々な問題が発生した。導水用トンネルの掘削によって地元で従来利用されていた水源の枯渇が多発した。また、集水域の土地の返還によって年間5000万円近い借地料収入がなくなり、返還されたとしても法的制限のため利用できない土地であった。さらには工事関係者と地元住民との軋轢や、川の水が濁って生活用水として使えなくなったことなどに加え、期待されていた道路建設の中止など地元住民の間で不満が高まり、1973年（昭和48年）になって大規模な反対運動に発展した。これに対して政府は影響を受けた地区への無料給水、河川整備、基盤整備事業、水泳用プールの建設などの補償を行い、集水域の土地については別の国有地との交換を提案した。これにより反対運動は沈静化したものの住民の間では互いの不信感が残り川田地区と東村との間では訴訟にまで発展した。

## 構造
福地川を塞ぐダム本体、ダム本体左岸に下流洪水吐き、ダム本体から東に約6キロメートル離れた位置に上流洪水吐きがある。日本のダムにおいて、ダム上流部に洪水吐きが設けられているのは福地ダムが特徴的である。

### ダム本体
福地川河口から約3キロメートルさかのぼった東村字川田のゴンミチ（ゴンミキ）地区にある幅140メートル、深さ90メートルの谷を塞ぐ形で設置されたロックフィルダムであり、ダム表面における傾斜は上流側面で1:2.25、下流側面で1:2.0である。ダム上部はゆるやかな弧を描く形になっており、弧の半径は米国のクーガーダム（Cougar Dam）を参考に304.8メートル（1000フィート）とされた。取水口は標高を変えて4か所設けられており、それぞれ水平に縦坑まで導かれ縦坑内で合流する。縦坑下端から直径1.52メートルの鋼鉄管に導かれ、そこから久志浄水場への導水路と石川浄水場への導水路に分岐される。
ダムの材料を得るための原石山として、ダムから2.4キロメートル上流にある砂岩地層とダムから7.5キロメートル北西の大宜味村根路銘地区にある結晶石灰岩地層が候補に挙がり、ロックフィルダム案、ゾーン型アースダム案、および重力式コンクリートダム案が比較検討された。材料の輸送費用などを含めた建設費が最小になることから根路銘石灰岩を利用したロックフィルダム案が採用され建設された。
建設途中の1970年7月30日にダム右岸上流部で地すべりが発生したため、当初設計に対してダム右岸側を下流へ37メートル移動させる設計変更が行われた。日本への引き継ぎに際して地盤と堤体の補強が行われている。建設時は堤高91.5メートル、堤頂幅12.2メートルであったが再開発によって嵩上げされ堤高91.7メートル、堤頂幅10.2メートルとなった。

### 下流洪水吐き
洪水吐きは当初計画においてダム湖の東端部から太平洋へ放流する案やダム湖の中間部にトンネルを設ける案も検討されたが、費用などの点からダム本体より南東へ約300メートル離れた山腹に設置されることになった。当初は自由越流型であったが再開発でドラムゲート式に変更されている。幅15.0メートル、高さ5.4メートルのドラムゲート2門が並列に設置され、シュート部の勾配は64パーセントである。また、最大で秒速34メートルにもなる水流を抑えるために当初設計ではフリップバケット式の減勢工が採用されていたが、日本への引き継ぎに際して跳水式の減勢工に設計変更された。

### 上流洪水吐き

福地ダム湖（福上湖）周辺の空中写真。画像左（西）にダム堤体がある。人造湖は東方向、東南東方向へ細長く続く。画像右下（南東）の太平洋に隣接した位置に洪水吐きが設けられている。1977年撮影の9枚を合成作成。
。

ダム本体から約6キロメートル東に離れた東村魚原地先のダム湖東端部にあり、洪水発生時にはダム湖の水を直接太平洋へ放流する。幅7.0メートル、高さ5.0メートル、長さ30メートルのサイフォン6門が並列に設置されており、その先に続く長さ150メートルの緩やかな水路と長さ48メートルの急傾斜水路を経て太平洋に至る。サイフォン式洪水吐きとしては日本最大の規模である。
当初計画では設置が見送られたが、日本への引き継ぎに際して日本側の治水基準を満たしていないことがわかり新たに追加増設されることになった。計画にあたっては、小さな水位変動に対して急速に吐出させる必要があること、ダム管理棟から約6キロメートル離れており手動での操作に不安があること、海に近いため塩害を受けるおそれがあること、海へ放流するため流量の制御が不要であることなどが考慮された。洪水吐きをまたぐ県道70号の大泊橋も同時に建設された。
初期は非常時に機能する自由越流型ヒューズプラグ式（あらかじめ水路上に土砂を盛っておき、洪水時に土砂を決壊させることで急速放流する）であったが、ダム本体下流部の負荷を緩和するため再開発において常用型のサイフォン式に変更された。工事に先立って1/25の2次元模型を用いた水利試験が行われている。

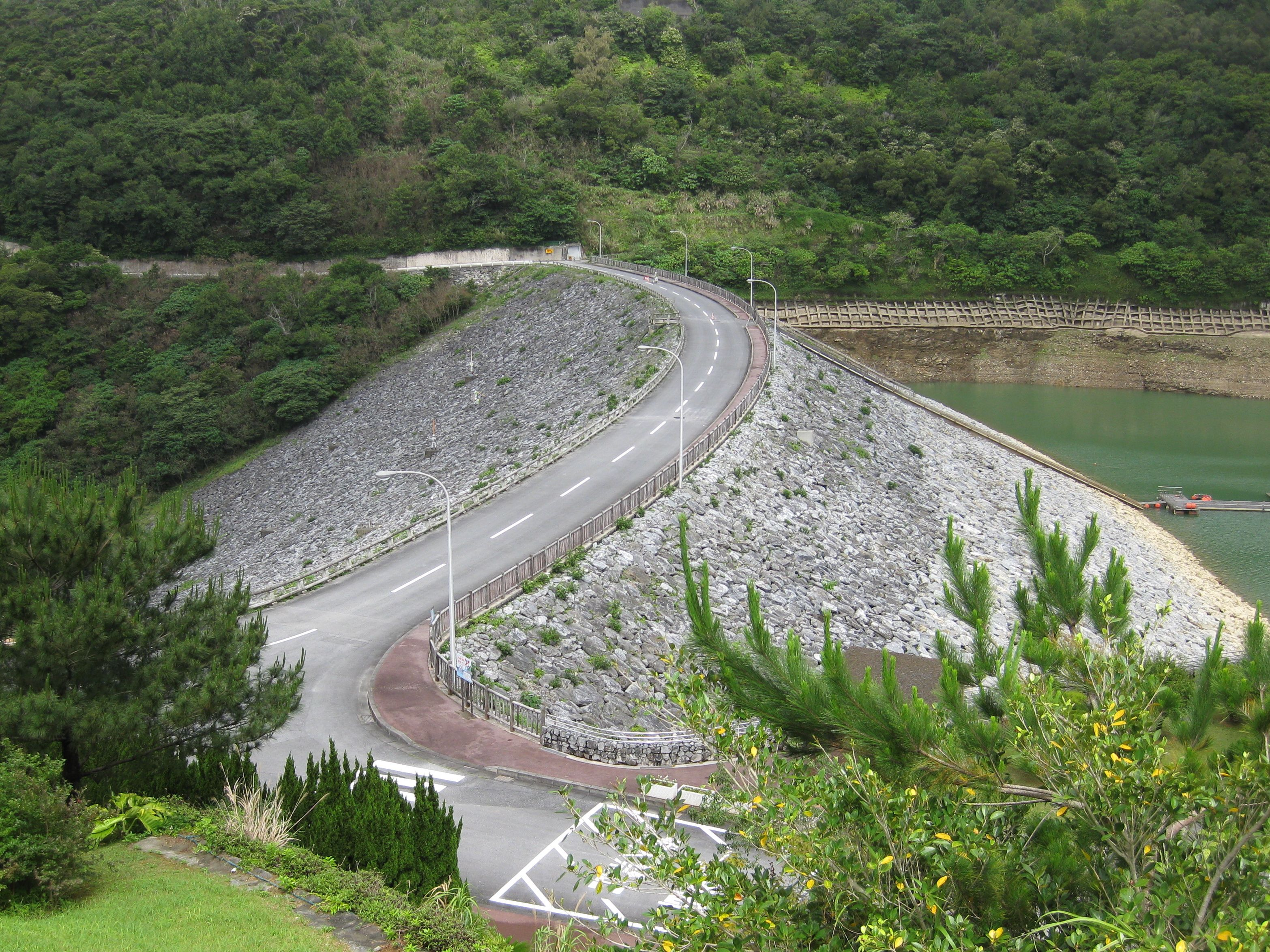
福地ダム堤体
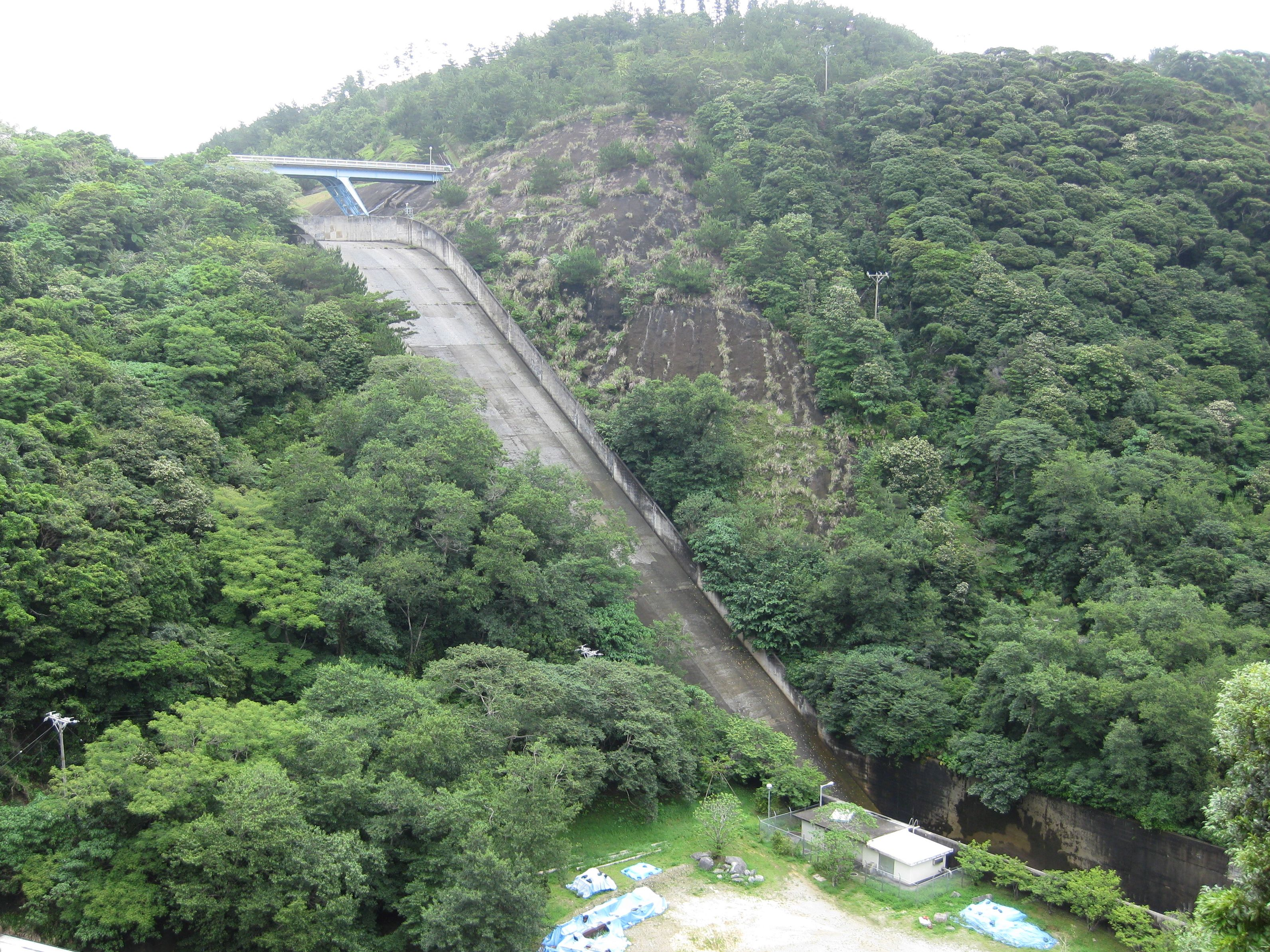
下流洪水吐き
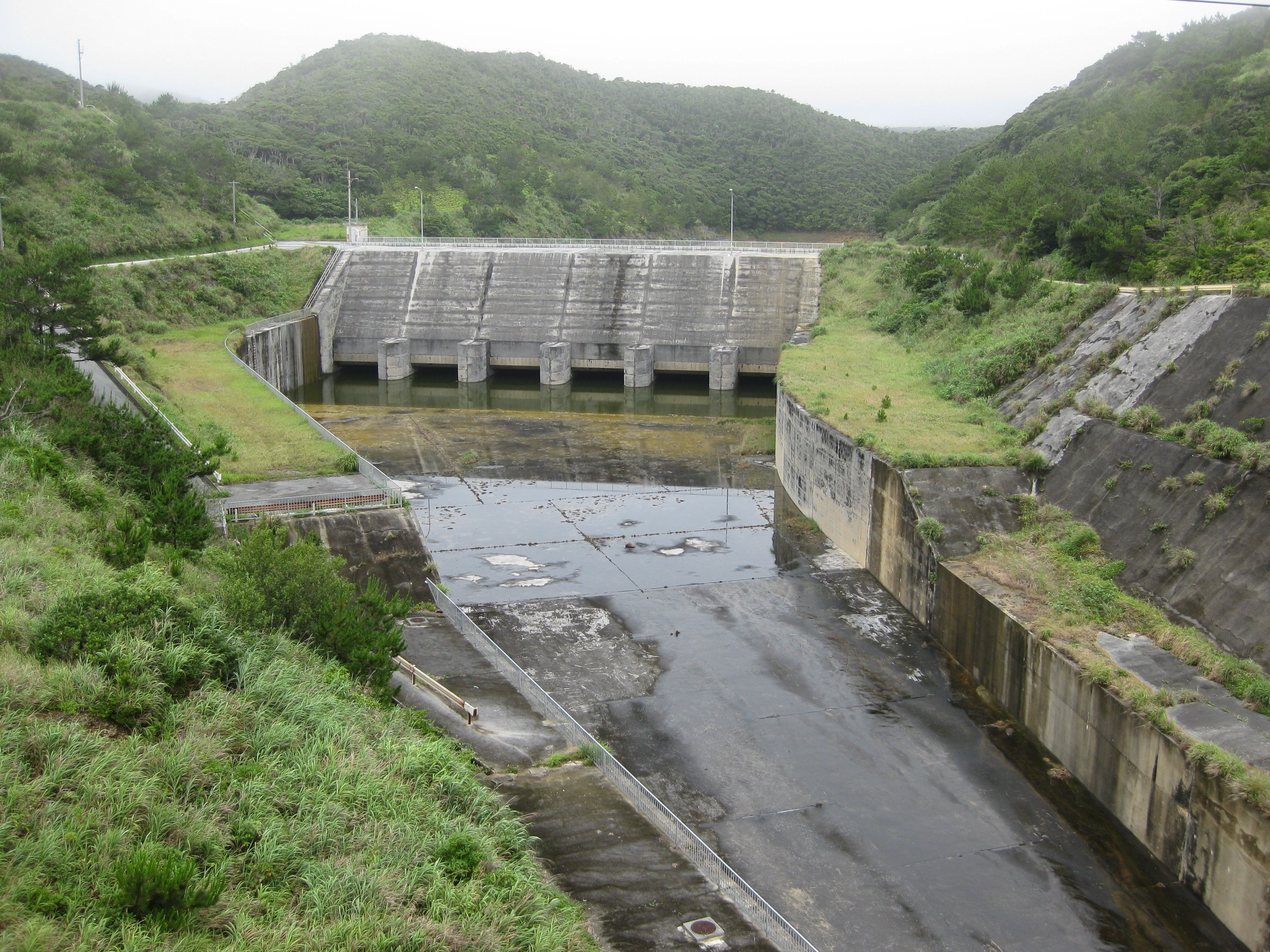
上流洪水吐きサイフォン部
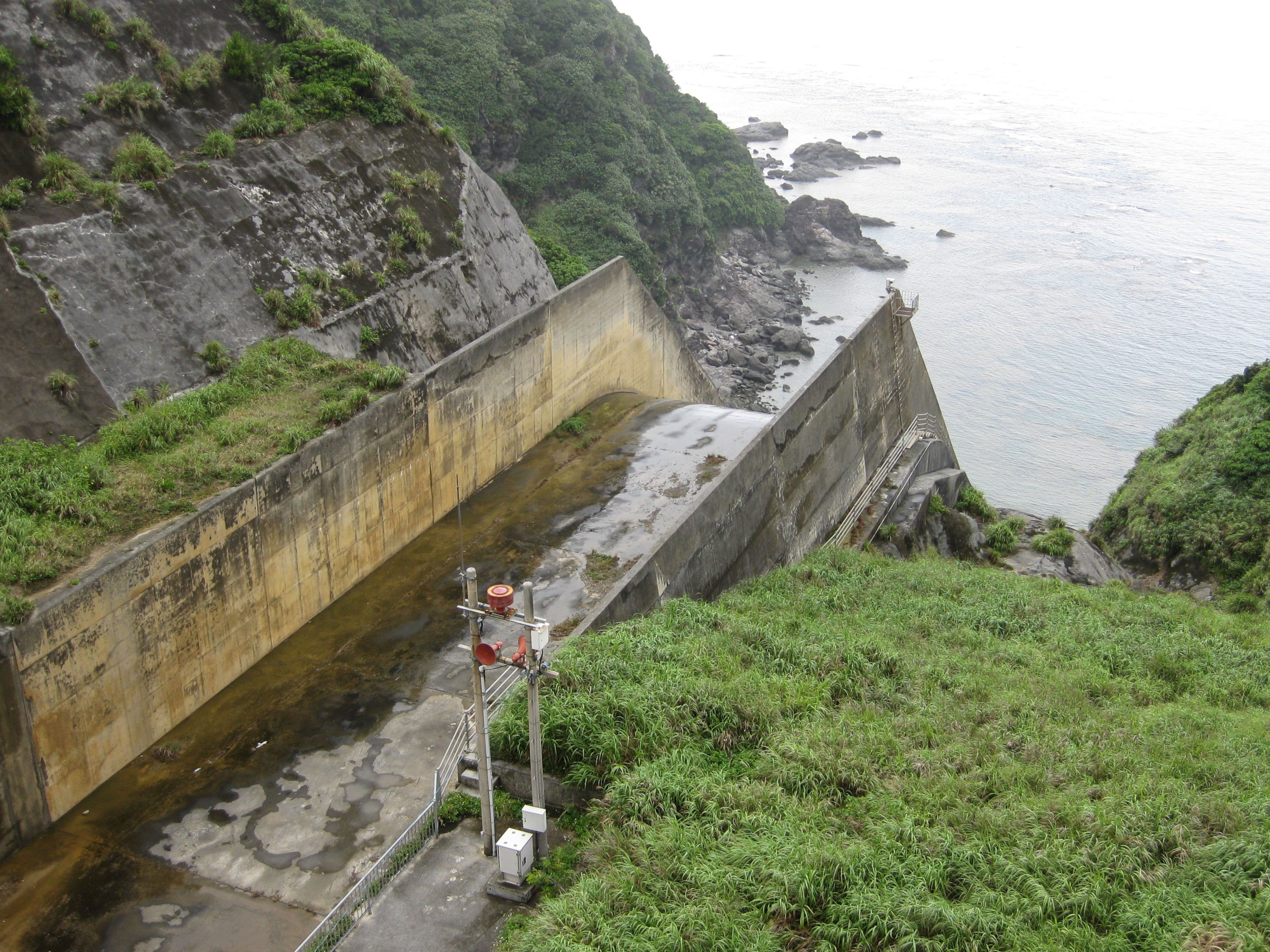
上流洪水吐きシュート部

## 管理形態
国土交通省直轄ダム#沖縄総合事務局の項も参照のこと。
福地ダムは冒頭に述べた通り内閣府沖縄総合事務局開発建設部が管理を行っている。しかし法的には特定多目的ダム法に基づき建設されており、実質的なダム管理は同法に拠り国土交通大臣が行っている。
沖縄県は沖縄返還以後インフラストラクチャーの整備が推進されたが、本土に比べ遅れをとっていることは否めなかった。そこで政府は沖縄開発庁を設置し沖縄振興特別措置法を制定し、河川・かんがい・道路整備など国土基盤整備をより強力に推進する方策を立てた。河川整備については沖縄県内には河川法に基づく一級河川が存在せず、法律上は河川整備は沖縄県が国庫の補助を受けて実施する規定であったが、沖縄県の財政事情もあって全ての河川を整備するのは困難であった。県は旧琉球政府が計画・施工していた治水目的を有するダムなど大規模な河川総合開発事業について、特措法第10条を援用して国直轄事業として施工するべく要請を行った。河川行政を管掌する建設省（現在の国土交通省）はこれを受け、特例として沖縄県については旧琉球政府が施工していた福地ダムなど三ダムについて、二級河川ではあるが国直轄の河川開発として担当することになった。以後福地ダムは建設大臣が建設から管理までを一貫して行う特定多目的ダムとしての指定を受け施工が進められた。
以上の経緯から、福地ダムは管理主体こそ沖縄総合事務局となっているが法律上は沖縄振興特別措置法第10条を元に、河川法の特例として二級河川である福地川に特定多目的ダム法に基づき建設され国土交通省の管理する国土交通省直轄ダムとして現在に至る。複雑な形態であるがこれは沖縄県全体の開発を統括するのは沖縄開発庁であるものの、治水を主とする河川行政に限っては建設省・国土交通省の専管事項となっているためである。だが沖縄県については先に述べた事情もあって様々な施策を一体になって進める必要性があることから、沖縄総合事務局開発建設部が国土交通省の地方整備局の役割を担っている。このことから国直轄で管理・施工する沖縄県のダムについては特定多目的ダム法が適用され、河川行政を管掌する国土交通大臣が施工・管理者となるが、実際の管理は沖縄総合事務局が代行業務を行っている。同様の事例は北海道における北海道開発庁・北海道開発局でも同じ扱いであり、開発建設部の管理するダムは国土交通省直轄ダムとしての取り扱いを受ける。

## 目的
福地ダムには洪水調節、不特定利水、上水道供給、工業用水供給、水力発電の五つの目的がある。
洪水調節については台風常襲地帯であることもあり、ダム地点で毎秒1,000立方メートルの洪水を毎秒460立方メートルカットし、下流には毎秒540立方メートルを放流する。これにより東村の福地川流域の治水を図る。不特定利水については最大で毎秒0.15立方メートルを放流し、慣行水利権分の用水補給と河川環境の維持を図る。
利水については沖縄本島全域に上水道で一日量8万6,800立方メートル、工業用水で一日量3万1,200立方メートルを補給する。福地ダムは後述する沖縄北部の五ダムと共に那覇市を始め沖縄本島の重要な水がめとして機能している。水力発電はオイルショックによる省エネルギー気運の高まりを受け再開発で追加された。ダム湖と久志浄水場導水路との落差33.2メートルによる水圧差を福地発電所において定格1,130キロワットの横軸単輪単流渦巻フランシス水車で受け、定格1190kVAの発電機を回し、最大で900キロワットの電力を発生させることができる。沖縄本島北部ダム群の管理用電力として利用され一般用の電力としては利用されない。利水に伴うエネルギーの有効活用が目的であり、発電のために水位を調整することはない。

### 統合運用
福地ダムは当初単独の事業として計画されたが、その後の沖縄本島の人口増加に伴う上水道需要の増大などを受けて、本島北東部に計画された他のダムと統合運用される方針に変更された。これにより沖縄北部河川総合開発事業として大幅な事業拡張がなされ、完成後よりさらに重要な位置づけを担うこととなった。
発端は1968年にアメリカ陸軍工兵隊が策定したマスタープランによる。この時は福地川より北部を流域とする安波川水系と新川川水系が対象となり、この二水系に三箇所のダムを建設する計画であった。沖縄返還で日本政府に事業が継承された後、福地ダムと連携を図ることで効率的な水運用を行うことを目的に1978年（昭和53年）沖縄北部河川総合開発事業が策定。福地川水系と新川川水系、安波川水系、辺野喜川水系をトンネルで連結して相互に水を供給することにより水不足気味の沖縄本島に安定した水供給を行おうとした。
これに伴い福地ダムはダム再開発事業が行われることになり、1979年（昭和54年）1月31日に基本計画が告示された。ダム本体の嵩上げや洪水吐きの改善などにより常時満水位を上げることで利水容量を増やす計画であり、発電所の増設や周辺環境整備なども合わせて行われることになった。工事は1983年（昭和58年）3月におおむね完成し、利水容量は再開発前の3,900万立方メートルから4,470万立方メートルに増加した。また1977年（昭和52年）に完成した新川ダム（新川川）との間に導水トンネルを設け、新川ダムの余剰分を福地ダムの導水して水補給を開始。1983年には安波川本流に安波ダム、支流の普久川に普久川ダムが完成し、安波ダムは福地ダムに次ぐ沖縄県第二の規模を持つ中核のダムとして、普久川ダムは福地・安波両ダムに水を補給する取水型ダムとして稼働。最後に辺野喜ダム（辺野喜川）が1987年（昭和62年）に完成することで辺野喜川の水も普久川ダム経由で福地・安波両ダムに送水され、沖縄北部河川総合開発事業は完成しこれらのダムは「沖縄北部五ダム」として沖縄本島の重要な水がめとなった。
沖縄本島の水がめとしてはこの五ダムの他に羽地ダム（羽地大川）、漢那ダム（漢那福地川）、倉敷ダム（与那原川）が建設されており、倉敷ダム以外は国土交通省直轄ダムとして管理が行われている。それでも沖縄本島では慢性的な水不足が解消せず、県内最大の福地ダムでも取水制限が行われることがある。このため現在新たな事業として沖縄北西部河川総合開発事業が実施中であり、大保ダム（大保川）・比地ダム（比地川）・奥間ダム（奥間川）そして世界初の台形CSGダムとして施工される億首ダム（億首川）が特定多目的ダムは2014年2月に完成した。

## 福上湖
ダムによって形成された福上湖はその総貯水容量および湛水（たんすい）面積においてダム本体と共に沖縄県随一の規模を誇る。2005年（平成17年）には地元である東村の推薦によって財団法人ダム水源地環境整備センターが選定するダム湖百選にも選ばれ、観光地としての活用が期待される。
ダムの周辺には駐車場、緑地、テニスコート、資料館などが整備されている。1987年（昭和62年）から福地ダムまつりが開催されるようになったが、後に福地ダム夏休み自然体験会に代わった。カヌーを操るパイナップルをモチーフとしたパヌーが福地ダムのマスコットキャラクターに選ばれている。ダム集水域の大部分はアメリカ軍演習場となっており、水源地の汚染を心配する意見もある。

## 事件・事故
2017年10月11日 、字高江で普天間基地所属の大型輸送ヘリ CH53E が墜落炎上し、またその放射性物質を含んだ汚染物質なども問題となったが、その墜落現場は、県民の「水がめ」であり、現在の本島全域の飲用可能な水 (上水道) の約6割を送水する福地ダム流域までわずか400メートルであったことが問題となった。北部訓練場や旧安和訓練場の多くを水源とする沖縄の北部ダム群は県民の上水道の水の約8割を担っている。